# Kreis Nyon
| Kreis Nyon           | Kreis Nyon          |
| Basisdaten           | Basisdaten          |
| -------------------- | ------------------- |
| Staat:               | Schweiz             |
| Kanton:              | Waadt (VD)          |
| Bezirk:              | Nyon                |
| Hauptort:            | Nyon                |
| Fläche:              | 12,88 km²           |
| Einwohner:           | 27'287 (31.12.2023) |
| Bevölkerungsdichte:  | 2119 Einw. pro km²  |
| Aufgehoben am:       | 31. Dezember 2006   |
| Karte                |                     |
| Karte von Kreis Nyon |                     |

Der Kreis Nyon (französisch Cercle de Nyon) war bis zum 31. August 2006 eine Verwaltungseinheit des Bezirks Nyon im Kanton Waadt in der Schweiz. Sitz des Kreisamtes war Nyon.
Der Kreis umfasste zwei Gemeinden und war 12,88 km² gross. Die Gemeinden des ehemaligen Kreises zählten Ende 2023 27'287 Einwohner.
| Wappen    | Name der Gemeinde | Einwohner (31. Dezember 2023) | Fläche in km² | Einw. pro km² |
| --------- | ----------------- | ----------------------------- | ------------- | ------------- |
| Nyon      | Nyon              | 23'016                        | 6,80          | 3385          |
| Prangins  | Prangins          | 4'271                         | 6,08          | 702           |
| Total (2) | Total (2)         | 27'287                        | 12,88         | 2119          |